# 懷茨維爾 (特拉華州)
懷茨維爾（英語：Whitesville）是位於美國特拉華州蘇塞克斯縣的一個非建制地區。該地的面積和人口皆未知。

## 地理
懷茨維爾的座標為38°27′31″N 75°25′37″W / 38.45861°N 75.42694°W，而該地的平均海拔高度為17米（即56英尺）。